# Observatorio San José
El Observatorio del Colegio San José (OSJ) es un observatorio de astronomía amateur con sede en Buenos Aires, Argentina. Fue fundado en 1913, la torre construida inicialmente en 1870 era un mirador que por ser la construcción más alta, fue declarado observatorio ideal del barrio de Balvanera. Es el observatorio astronómico más antiguo de Buenos Aires que todavía se mantiene en actividad.
Actualmente se realizan trabajos de investigación, así como actividades de divulgación para el público ya sean cursos o jornadas.
Desde 2013 se encuentra constituida la Asociación Civil Observatorio Astronómico San José que se encarga de la funcionalidad del Observatorio a través de los aportes mensuales de los socios que se destinan al mantenimiento del observatorio para mantener actualizado el instrumental y elementos didácticos así como ampliar y renovar el mismo.

## Medios técnicos
El Observatorio San José cuenta con varias secciones destinadas a la enseñanza, divulgación y observación astronómicas.
Por su peculiar ubicación, en la torre central del Colegio San José, la estructura del mismo es del tipo vertical, donde una sección sucede a la otra en el piso subsiguiente, accediendo a todas por una centenaria escalera de madera tipo campanario. 

### Observatorio Astronómico

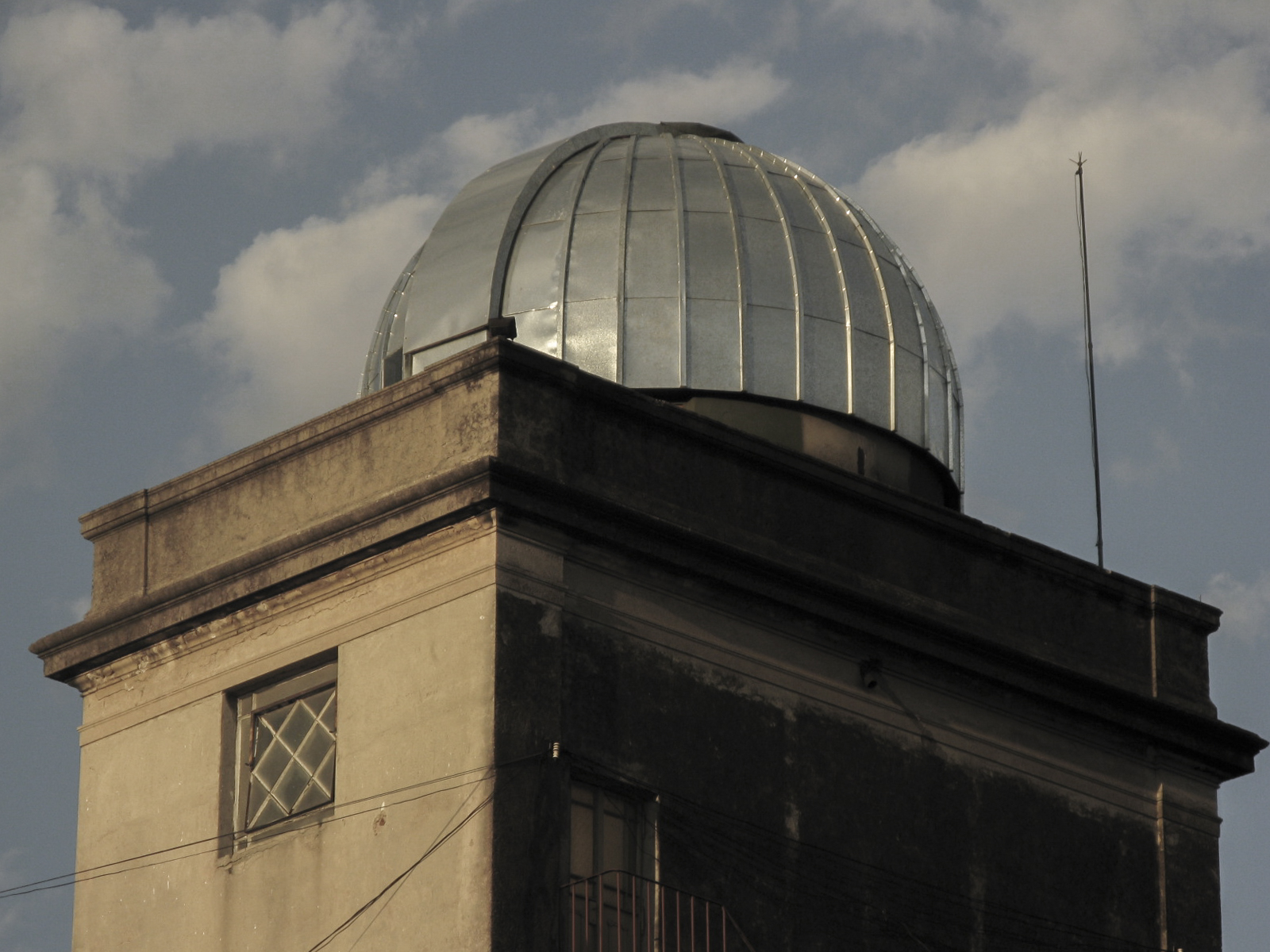
Torre y cúpula del observatorio

Encuadrado en el centro de la manzana que comprende el Colegio San José y la Iglesia Nuestra Señora de Balvanera se encuentra la torre del Observatorio, en su parte superior se sitúa la cúpula giratoria que con 5 metros de diámetro alberga el instrumento principal del Observatorio. 

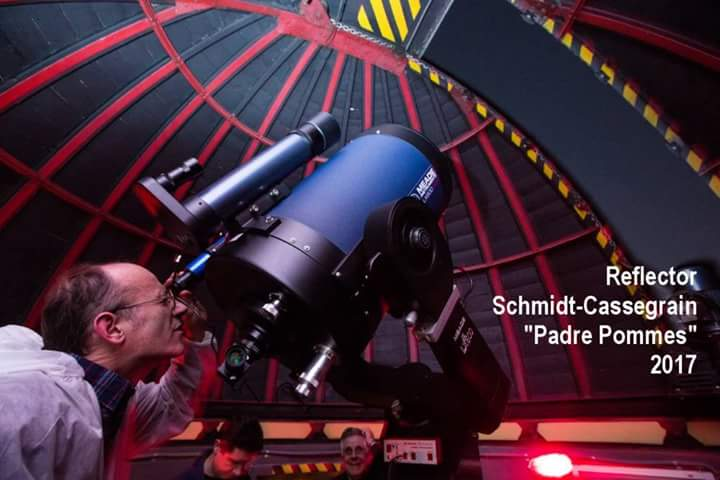
Lx600 - Telescopio principal del OSJ

#### Telescopio Meade LX600-ACF 14" F/8
El telescopio refractor LX600-ACF es actualmente el instrumento principal del Observatorio San José.

#### Telescopio ecuatorial Mailhat

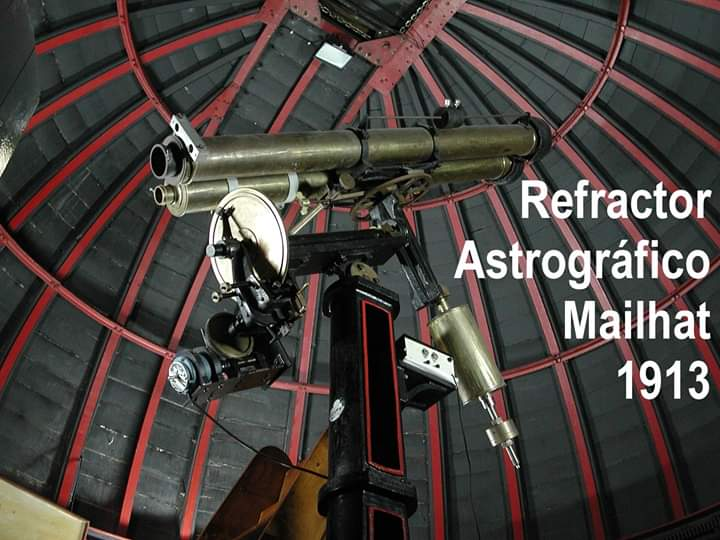
Mailhat - Antiguo telescopio principal

El telescopio ecuatorial Mailhat constituía hasta el 26 de mayo de 2017 el instrumento principal del Observatorio San José. Actualmente se encuentra en el salón de antiguos instrumentos y todavía en uso para fines educativos. Las particularidades del telescopio hacen que sea un instrumento más que interesante para usarlo en una observación y comparar las ópticas antiguas con las modernas. El mismo es un refractor astro-gráfico de 1880 mm de distancia focal con 127 mm de apertura en cada tubo, el sistema original de relojería a pesas y regulador de Watt fue sustituido por una motor sincrónico eléctrico para facilitar el seguimiento de los astros.
Los oculares originales desaparecidos, fueron substituidos por modernos oculares Meade de diferentes distancias focales.
El origen de este instrumento es Francés y fue entregado al Observatorio como donación por parte del Sr. Sinforoso Molina, padre de un alumno, a principios del siglo XX.
La montura ecuatorial de tipo alemana soporta dos tubos gemelos uno apto para observación visual y otro para fotográfica, este último tubo posee un sistema mecánico para toma de placas fotográficas.
Durante las sucesivas modificaciones que se efectuaron para mantener en uso el antiguo telescopio se buscó minimizar el impacto del cambio efectuado logrando mantener el aspecto original de este singular instrumento.

#### Cámaras CCD
La primera cámara con que se contó fue una Cámara S-Big ST7, en 2016 se incorpora una Skyris 273C para fotografía planetaria y en 2018 una ZWO ASI071MC Pro que asociadas al ecuatorial y a instrumentos menores o a lentes fotográficas permite realizar diversas tareas de observación, como fotografía astronómicas y búsqueda de supernovas.

#### Telescopio Bretón
Antiguo refractor altazimutal que se usa para la enseñanza básica.

#### Telescopio reflector Skywatcher 130x650
Reflector amateur con montura ecuatorial. Su tamaño y el aumento que brinda lo convierten en una herramienta ideal para la enseñanza básica y la observación amateur.

### Aula de clases
El aula bajo la cúpula permite dictar los diversos cursos de astronomía, con una capacidad para 20 personas la misma se encuentra equipada con diversos medios audiovisuales e instrumentos demostrativos construidos por los integrantes del observatorio que permiten experimentar prácticamente los diversos fenómenos astronómicos. 

### Sala de Antiguos instrumentos
En la misma son preservados numerosos instrumentos utilizados en la enseñanza e investigación astronómica, los mismos fueron restaurados y clasificados a lo largo de los años por los miembros del Observatorio. Actualmente se pueden observar también por web en  OSJ Antiguos Instrumentos

### Taller de trabajo
Oficiando también como sala de reuniones habituales, el taller es donde se reparan las mayoría de los instrumentos, se preparan las clases y las muestras abiertas al público, así como los nuevos instrumentos demostrativos que se utilizaran en ellas.  

## Actividades
Durante los años se han efectuado diversas actividades relacionadas con la astronomía: observación de manchas solares, observación de estrellas variables, fotografía astronómica, búsqueda de supernovas, observación de cometas, ocultaciones, dictado de cursos, jornadas abiertas al píblico, etc.
Sin lugar a dudas la principal actividad del Observatorio San José, fiel al propósito con que fue fundado, es la enseñanza y la difusión de la astronomía.